# Oblast Šumen
Oblast Šumen ali Šumenska oblast (bolgarsko Област Шумен, Шуменска област) je ena izmed 28 oblasti Bolgarije.
Leta 2011 je imela 180.528 prebivalcev na 3390 km² površine. Glavno mesto oblasti je Šumen.

## Upravna delitev
Oblast Šumen je razdeljena na 10 občin.
| Občina         | Cirilica              | Prebivalstvo 2011 | Upravno središče | Prebivalstvo 2011 |
| -------------- | --------------------- | ----------------- | ---------------- | ----------------- |
| Venec          | Община Венец          | 7137              | Venec            | 725               |
| Varbica        | Община Върбица        | 10.391            | Varbica          | 3325              |
| Hitrino        | Община Хитрино        | 6223              | Hitrino          | 715               |
| Kaolinovo      | Община Каолиново      | 12.093            | Kaolinovo        | 1462              |
| Kaspičan       | Община Каспичан       | 7976              | Kaspičan         | 3175              |
| Nikola Kozlevo | Община Никола Козлево | 6100              | Nikola Kozlevo   | 789               |
| Novi Pazar     | Община Нови пазар     | 16.879            | Novi Pazar       | 12.000            |
| Veliki Preslav | Община Велики Преслав | 13.382            | Veliki Preslav   | 7694              |
| Smjadovo       | Община Смядово        | 6698              | Smjadovo         | 3846              |
| Šumen          | Община Шумен          | 93.649            | Šumen            | 80.855            |

## Mesta
Varbica, Kaolinovo, Kaspičan, Novi Pazar, Pliska, Veliki Preslav, Smjadovo, Šumen

## Demografska slika
Razvoj prebivalstva
| 1946    | 1965    | 1985    | 1992    | 2001    | 2011    |
| ------- | ------- | ------- | ------- | ------- | ------- |
| 222.141 | 243.416 | 254.884 | 220.320 | 204.395 | 180.528 |